# مدهاوس (استودیو)
مَدهاوس (به ژاپنی: 株式会社マッドハウス Kabushiki-gaisha Maddohausu، به انگلیسی: MADHOUSE Inc.‎) نام یک استودیوی پویانمایی ژاپنی است. این شرکت در سال ۱۹۷۲، توسط چندین انیماتور سابق استودیو Mushi Production بنیان نهاده شد.
مدهاوس تهیه‌کنندهٔ هر ۴ فیلم (تا به‌امروز) ساتوشی کن، کارگردان معروف انیمه است: پرفکت بلو، بازیگر هزاره، پدرخوانده‌های توکیو و پاپریکا.
فوریهٔ ۲۰۱۱ اعلام شد که نیپون تلویژن طی توافق با شرکت Index (سهامدار اصلی پیشین) و تصاحب ۸۵٪ از سهام مدهاوس، این استودیو را یکی از زیرمجموعه‌های خود خواهد کرد.

## محصولات

### فیلم‌ها
- بازیگر هزاره
- پاپریکا
- پدرخوانده‌های توکیو
- پرفکت بلو
- دختری که در زمان پرش می‌کرد
- سامر وارز
- طومار نینجا
- کلان‌شهر

### مجموعه‌های تلویزیونی
- اورلرد
- بتوووم!
- بلک لاگون
- ترای‌گان
- تکنولایز
- چوبیتس
- چیهایافورو
- خانه خوش چی
- دبیرستان مردگان
- دفتر مرگ
- دویل می کرای
- رنگین‌کمان
- سوتن کورو
- فریرنː فراتر از پایان سفر
- کاردکپتر ساکورا
- کایبا
- کایجی
- کلیمور
- کیاس؛هد
- کیسیجو
- گانگریو
- ماجراهای مارکو پولو
- نانا
- نو گیم نو لایف
- وان پانچ من
- هیولا
- هاجیمه نو ایپو
- هانتر × هانتر - سریال ۲۰۱۱

### مجموعه‌های ویدیوئی
- سوپرنچرال: انیمیشن